# The Circus (chanson)
Pour les articles homonymes, voir Circus.
Singles de Erasure
Victim of Love
(1987) Ship of Fools
(1988)
Clip vidéo
[vidéo] « The Circus », sur YouTube
The Circus est une chanson du duo britannique d'Erasure extraite de son deuxième album studio, intitulé aussi The Circus et sorti (au Royaume-Uni) le 30 mars 1987.
Le 21 septembre 1987, près de six mois après la sortie de l'album, la chanson a été publiée en single. C'était le quatrième et dernier single de cet album, après Sometimes sorti le 6 octobre 1986, It Doesn't Have to Be sorti le 16 février 1987 et Victim of Love sorti le 18 mai.
Le single a débuté à la 38e place du classement des ventes de singles britannique dans la semaine du 27 septembre au 3 octobre 1987 et a atteint sa meilleure position à la 6e place quatre semaines plus tard (dans la semaine du 25 au 31 octobre).